# ثعله‌باقلا
ثعله‌باقلا (Nelumbo) تنها سرده ثعله‌باقلائیان آبزی است با دو گونه که گل‌های درشت و زیبایی شبیه به گل‌های نیلوفر آبی دارند.
ثعله‌باقلائیان (Nelumbonaceae) تیره‌ای از چنارسانان آبزی با یک سرده و دو گونه هستند که به طور گسترده، در جنوب شرقی آسیا و جنوب شرقی آمریکا به صورت علفی چندساله می‌رویند؛ دانه‌های آنها در نهنج گوشتی منفرد قرار دارد و گل‌های کامل و بزرگ و زیبایشان با تقارن شعاعی در بالای سطح آب قرار می‌گیرد؛ گل‌آذین آنها تک‌گل و برگ‌هایشان ساده و سپری‌شکل است.